# 홍담 (전한)
홍담(弘譚, ? ~ ?)은 전한 말기의 관료로, 자는 거군(巨君)이며 패군 사람이다.

## 행적
원수 원년(기원전 2년), 광록대부에서 우부풍으로 전임되었다.
같은해 겨울, 위위로 전임되었다.
원수 2년(기원전 1년), 대사농으로 전임되었다.

## 출전
- 반고, 《한서》 권19하 백관공경표 下

| 전임 공승 | 전한의 우부풍 기원전 2년 | 후임 하상 |

| 전임 동공 | 전한의 위위 기원전 2년 ~ 기원전 1년 | 후임 왕숭 |

| 전임 왕숭 | 전한의 대사농 기원전 1년 ~ 기원후 1년? | 후임 소함 |